# Rydzów
Rydzów is een dorp in de Poolse woiwodschap Subkarpaten. De plaats maakt deel uit van de gemeente Mielec en telt 348 inwoners.